# Kajsa Bjurklint Rosenblad
Kajsa Therése Bjurklint Rosenblad, född 3 juli 1972, är en svensk arkitekturhistoriker.
Kajsa Bjurklint Rosenblad är verksam vid Lunds universitet.

## Priser och utmärkelser
- Cliopriset 2006, för Scenografi för ett ståndsmässigt liv – Adelns slottsbyggande i Skåne 1840-1900[1]
- Lengertz litteraturpris 2006, för Scenografi för ett ståndsmässigt liv – Adelns slottsbyggande i Skåne 1840-1900[2]